# Ian Gray
Ian Gray, född 16 december 1963, är en friidrottare från Belize. Han deltog vid olympiska sommarspelen 1988 och olympiska sommarspelen 1992.